# Puchar Ministra Obrony Narodowej 2012
Puchar Ministra Obrony Narodowej 2012 – 51. edycja wyścigu kolarskiego o Puchar Ministra Obrony Narodowej, która odbyła się 18 sierpnia 2012 na liczącej 182 kilometry trasie wokół Płocka; wyścig był częścią UCI Europe Tour 2012.

## Klasyfikacja generalna
| \| Klasyfikacja generalna \| Klasyfikacja generalna \| Klasyfikacja generalna \| Klasyfikacja generalna \| Klasyfikacja generalna \| \| Kolarz \| Kolarz \| Państwo \| Drużyna \| Czas \| \| ---------------------- \| ---------------------- \| ---------------------- \| ---------------------------- \| ---------------------- \| \| 1. \| Damian Walczak \| Polska \| BDC Marcpol \| 3h 54' 30" \| \| 2. \| Anatolij Pachtusow \| Ukraina \| ISD-Lampre Continental \| + 0" \| \| 3. \| Tomasz Smoleń \| Polska \| Bank BGŻ \| + 0" \| \| 4. \| Marek Rutkiewicz \| Polska \| CCC Polsat Polkowice \| + 0" \| \| 5. \| Aleksiej Tichonow \| Białoruś \| Białoruś \| + 0" \| \| 6. \| Piotr Kirpsza \| Polska \| BDC Marcpol \| + 0" \| \| 7. \| Sylwester Janiszewski \| Polska \| CCC Polsat Polkowice \| DSQ \| \| 7. \| Andrzej Bartkiewicz \| Polska \| Wibatech-LMGK Ziemia Brzeska \| + 17" \| \| 8. \| Błażej Janiaczyk \| Polska \| Bank BGŻ \| + 17" \| \| 9. \| Robert Radosz \| Polska \| BDC Marcpol \| + 17" \| \| 10. \| Bartłomiej Matysiak \| Polska \| CCC Polsat Polkowice \| + 17" \| |                       |          |                              |            |
| |                       |          |                              |            |
| Źródło: ProCyclingStats |                       |          |                              |            |
| Klasyfikacja generalna |                       |          |                              |            |
| Kolarz | Kolarz                | Państwo  | Drużyna                      | Czas       |
| 1. | Damian Walczak        | Polska   | BDC Marcpol                  | 3h 54' 30" |
| 2. | Anatolij Pachtusow    | Ukraina  | ISD-Lampre Continental       | + 0"       |
| 3. | Tomasz Smoleń         | Polska   | Bank BGŻ                     | + 0"       |
| 4. | Marek Rutkiewicz      | Polska   | CCC Polsat Polkowice         | + 0"       |
| 5. | Aleksiej Tichonow     | Białoruś | Białoruś                     | + 0"       |
| 6. | Piotr Kirpsza         | Polska   | BDC Marcpol                  | + 0"       |
| 7. | Sylwester Janiszewski | Polska   | CCC Polsat Polkowice         | DSQ        |
| 7. | Andrzej Bartkiewicz   | Polska   | Wibatech-LMGK Ziemia Brzeska | + 17"      |
| 8. | Błażej Janiaczyk      | Polska   | Bank BGŻ                     | + 17"      |
| 9. | Robert Radosz         | Polska   | BDC Marcpol                  | + 17"      |
| 10. | Bartłomiej Matysiak   | Polska   | CCC Polsat Polkowice         | + 17"      |